# 결승법정
《결승법정》(중국어 간체자: 决胜法庭, 정체자: 決勝法庭, 병음: Jué shèng fǎ tíng 줴성파팅[*])은 2020년 방송되었던 중국의 드라마이다.

## 소개
- 검사들이 악한 세력과 지혜를 겨루고 사건의 진상을 찾는 이야기를 그린 드라마

## 등장 인물
- 위허웨이 - 자오젠 역
- 장자닝 - 푸샤오러우 역
- 한동 (韩栋) - 톄리 역
- 왕야오칭 - 케빈 덩 역
- 호정 (胡静) - 예쯔치 역
- 롄이밍 - 마리싱 역
- 두원 (杜源) - 톄룽광 역
- 왕경상 (王庆祥) - 예룽언 역
- 왕예선 (王艺禅) - 쭤친 역
- 백해도 (白海涛) - 양톈 역
- 철정 (铁政) - 장샤오보 역
- 주원호 (朱元浩) - 장지견 역
- 대고정 (代高政) - 한빙 역